# Presa de Tavera
Presa de Tavera is het grootste stuwmeer van de Dominicaanse Republiek en bestaat uit twee meren die door twee dammen een totale opslagcapaciteit leveren van 417 miljoen m³ water. Het ligt op 291 meter boven zeeniveau, in de gemeenten Jánico en Sabana Iglesia. 
De twee stuwmeren worden door een tunnel van 4,7 km en een open kanaal van 1,5 km met elkaar verbonden. 
Er is een constante aanvoer van water door de Yaque del Norte met een capaciteit van meer dan 17 m³/s voor een oppervlakte van 785 m².
Het complex is gebouwd in het westelijke deel van de Valle de Cibao in de provincie Santiago.
De bouw van dit dubbele complex begon in september 1969 met de Tavera-dam en de tunnel en was in het land de eerste met deze constructie met een totale kostenpost van US$ 43.500.000.  
Op 27 februari 1973 vond de ingebruikname plaats.
Tavera was in 1992 aanvankelijk de hoofdcentrale met 80 MW, maar werd uitgebreid tot 96 MW.
Het reservoir is 173 miljoen m³, waarvan 148 miljoen nuttig en 25 miljoen onbruikbaar volume.
De aarden structuur van de dam heeft een volume van 1,7 miljoen m³ met een doorsnede van 6,50-10,50 m en een lengte van 238-317 m inclusief een valse tunnel van 74 meter. De hoogte is 80 m en er is een onderhoudstunnel van 1,50 m bij 2,50 m.
De Bao-dam ligt op ongeveer 8 km ten westen van de Taveradam.De bouw eindigde in 1981 en kostte US$ 75.300.000. Dit complex heeft een afstortkanaal met zes radiale poorten met een doorsnede van 9.20 meter breed en 12 m hoog en een capaciteit van 1.000 m³/s. 
Het afvoerkanaal heeft een lengte van 200 meter en is berekend op een aftapvolume van 6860 m³/s. 
Er is 505.000 m³ rots verwijderd om de dam en afstortkanaal te kunnen bouwen, waarbij 53.800 m³ beton is gebruikt met een kostenpost van US$ 5.620.000.
In de nabijheid van het complex liggen twee beschermde natuurgebieden: Dicayagua (1,15 km², IUCN-categorie I.a. Strict Nature Reserve) en Alto Bao (307,27 km², IUCN-categorie V. Protected Landscape/Seascape)